# Steven MacKinnon
Pour les articles homonymes, voir MacKinnon.
Steven MacKinnon, né le 28 septembre 1966 à Charlottetown (Île-du-Prince-Édouard), est un cadre en communications et affaires publiques et homme politique canadien. Il est depuis octobre 2015 député libéral de la circonscription de Gatineau à la Chambre des communes du Canada.
Il est ministre du Travail et des Aînés dans le gouvernement de Justin Trudeau à partir du 19 juillet 2024, puis ministre de l'Emploi, du Développement de la main-d'œuvre et du Travail depuis le 20 décembre 2024. Depuis le 24 janvier 2025, il est aussi leader du gouvernement à la Chambre des communes. 

## Biographie
Né le 28 septembre 1966 à Charlottetown (Île-du-Prince-Édouard), Steven MacKinnon y grandit. Il obtient un baccalauréat en administration des affaires de l'Université de Moncton en 1988 et une maîtrise en administration des affaires (MBA) de l'Université Queen's en 1998.
Après avoir obtenu son diplôme de l'Université de Moncton, il travaille dans le cabinet de Frank McKenna, premier ministre du Nouveau-Brunswick de 1987 à 1997. Il est vice-président de Hawk Communications de 1998 à 2003, et vice-président marketing et communications de Hill + Knowlton Strategies Canada de 2007 jusqu'à son élection en 2015.

### Carrière politique
Steven MacKinnon est depuis longtemps impliqué au Parti libéral du Canada. Il en est le directeur national de 2003 à 2007 tout en étant conseiller du premier ministre Paul Martin. Il dirige la campagne au leadership de Michael Ignatieff en 2009 et est président des élections pour la course à la direction du parti de 2013. Il est candidat aux élections fédérales de 2011 dans la circonscription de Gatineau, où il termine au troisième rang. Quatre ans plus tard, il remporte l'élection de 2015, défaisant la néo-démocrate Françoise Boivin par plus de 15 000 voix. Il est depuis janvier 2017 il est secrétaire parlementaire des ministres des Services publics et de l’Approvisionnement Judy Foote, Carla Qualtrough et Anita Anand. Il est réélu aux élections de 2019 et de 2021.
Le 19 juillet 2024, il est nommé ministre du Travail et des Aînés dans le gouvernement de Justin Trudeau. Lors du remaniement du 20 décembre 2024 du gouvernement Trudeau, il est délesté de ses responsabilités ministérielles des Ainés mais obtient celles de l'Emploi et du Développement de la main-d'œuvre.
Lorsque Karina Gould démissionne de son poste de leader du gouvernement à la Chambre des communes pour se lancer dans la course à la direction du Parti libéral du Canada le 24 janvier 2025, Steven MacKinnon se voit ajouté ce poste à ses autres responsabilités ministérielles,. MacKinnon avait déjà occupé ce poste par intérim de janvier à juillet 2024 pendant le congé parental de Karina Gould.